# Dekanat ozorkowski
Dekanat ozorkowski – dekanat należący do archidiecezji łódzkiej. Zamieszkuje go około 30 tys. wiernych. Sąsiaduje z dekanatami: aleksandrowskim, poddębickim, strykowskim w archidiecezji łódzkiej oraz łęczyckim, piątkowskim, głowieńskim w diecezji łowickiej.
Od 2015 roku dziekanem jest ks. kan. Zbigniew Kaczmarkiewicz, proboszcz parafii Świętego Józefa w Ozorkowie. 
W skład dekanatu wchodzi 8 parafii:
- Parafia Wszystkich Świętych i Świętego Jakuba w Giecznie
- Parafia Świętego Jakuba Apostoła w Leźnicy Wielkiej
- Parafia Bożego Ciała i Świętego Stanisława Biskupa i Męczennika w Modlnej
- Parafia Najświętszej Maryi Panny Królowej Polski w Ozorkowie
- Parafia św. Józefa Oblubieńca Najświętszej Maryi Panny i Podwyższenia Krzyża Świętego w Ozorkowie
- Parafia Wniebowzięcia Najświętszej Maryi Panny, Świętej Anny i Świętego Wojciecha w Parzęczewie
- Parafia Matki Boskiej Królowej w Sokolnikach
- Parafia Świętego Wawrzyńca, Diakona i Męczennika w Solcy Wielkiej